# Dīv Kotī
Dīv Kotī (persiska: ديو كتی) är en ort i Iran.   Den ligger i provinsen Mazandaran, i den norra delen av landet, 180 km nordost om huvudstaden Teheran. Dīv Kotī ligger 11 meter över havet och antalet invånare är 658.
Terrängen runt Dīv Kotī är platt. Runt Dīv Kotī är det ganska tätbefolkat, med 111 invånare per kvadratkilometer. Närmaste större samhälle är Sari, 4,1 km söder om Dīv Kotī. Trakten runt Dīv Kotī består till största delen av jordbruksmark.